# Leg og Underholdning
|  | Denne artikel er oprettet af botten Steenthbot ud fra en ekstern database. Den kan derfor have sproglige fejl eller mangler. Denne skabelon kan fjernes efter kontrol af indholdet. |

Leg og Underholdning er en dansk dokumentarisk optagelse fra 1934.

## Handling
Børn tumler og leger på græsplæne. Familien er på sommerferie, i sommerhus. To tjenestepiger kommer med tebakke. Året er 1934 - sommerhuset er højt beliggende med udsigt over en stor sø. Kvinde og børn plukker bær. Familien fanger fisk i åen.